# Калининская волость (Великолукский уезд)
Калининская волость — административно-территориальная единица в составе Великолукского уезда Псковской губернии РСФСР в 1924 — 1927 годах. Центром было село Купуй.
В рамках укрупнения дореволюционных волостей губернии, новая Калининская волость была образована в соответствии с декретом ВЦИК от 10 апреля 1924 года из упразднённых Богородицкой и Липецкой волостей и разделена на сельсоветы: Дергановский, Купуйский, Липецкий, Плаксинский, Сиверстский, Успенский. Декретом ВЦИК от 6 июня 1925 года в состав волости была включена бывшая Сиверстская волость Торопецкого уезда. В октябре 1925 года были образованы Березовский и Мишагинский сельсоветы, в середине 1926 года — Берниковский, Подворский сельсоветы, в январе 1927 года — Бедринский сельсовет.
В рамках ликвидации прежней системы административно-территориального деления РСФСР (волостей, уездов и губерний), Калининская волость была упразднена в соответствии с Постановлением Президиума ВЦИК от 1 августа 1927 года, причём Березовский сельсовет был включен в состав Новосокольнического района Великолукского округа Ленинградской области, часть населённых пунктов — в состав Куньинского и Великолукского районов того же округа и области.